# Агого (звънчета)
Звънчетата агого (на португалски: agogô) са музикални ударни инструменти. Имат бразилски произход и са характерни за самбата, в която са привнесени през 1950-те години. Използват се обаче и в Нигерия като инструмент, определящ ритъма на музиката.
Звънчета агого имат конусовидна полусплесната форма, разположени са по две на брой върху дръжка във формата на вилица.